# Arachnis dilecta
Arachnis dilecta là một loài bướm đêm thuộc phân họ Arctiinae, họ Erebidae.